# Sociedad Española de Construcción Naval
La Sociedad Española de Construcción Naval (SECN), también conocida como La Constructora o La Naval, fue una empresa privada de construcción naval que monopolizó el sector en España desde 1909 hasta la guerra civil en 1936. Su primer presidente, Tomás de Zubiría e Ybarra (conde de Zubiría), se mantuvo en el cargo durante casi 25 años.
La SECN era propiedad mayoritaria de empresas británicas: John Brown & Company y Vickers-Armstrong, y por tanto todos sus buques seguían el diseño de otros navíos de la Royal Navy. Durante la guerra, muchos consejeros británicos de la empresa siguieron trabajando en los astilleros españoles para ambos bandos.

## Historia

### Origen
Los desastres de la guerra hispano-estadounidense, sumieron a la Marina española en un largo periodo de incertidumbre y desmoralización. En el año de 1907, con la llegada al poder del gobierno conservador presidido por Antonio Maura y el nombramiento del capitán de navío José Ferrándiz y Niño como ministro de Marina, se redactó una ley de reforma naval con un presupuesto general de 200 millones de pesetas. Tras una entusiasta defensa de Maura en la Cámara, el proyecto fue aprobado el 7 de enero de 1908 casi por unanimidad.[cita requerida]
La nueva ley preveía la construcción de tres acorazados del tipo Dreadnought, tres destructores y otros buques menores, para lo que se convocó un concurso al que se presentaron cuatro grupos empresariales y que terminó siendo adjudicado a la SECN (Sociedad Española de Construcción Naval). Dicha sociedad, con sede central en el número 27 de la calle Sagasta de Madrid, estaba integrada por varios empresarios españoles liderados por el marqués de Comillas y Tomás de Zubiría Ybarra, quien durante casi treinta años presidirá la compañía, asociados con varias firmas británicas (Vickers, Armstrong y John Brown & Co.) que aportaban, además de capital, tecnología y asesoramiento técnico y organizativo.
Como parte de la adjudicación, el Estado español cedió a la SECN la gestión de las zonas industriales del arsenal de Ferrol, La Carraca y Cartagena, comprometiéndose la firma a nacionalizar la construcción de los buques todo lo posible. La SECN podía construir buques para otras Marinas o a particulares, pero dando siempre prioridad a los pedidos de la Armada española.

### Expansión

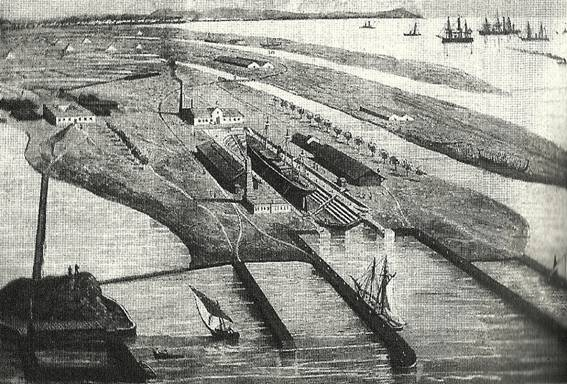
Vista de la factoría de Matagorda en sus primeros años. En 1914 la SECN adquirió el astillero de Puerto Real.

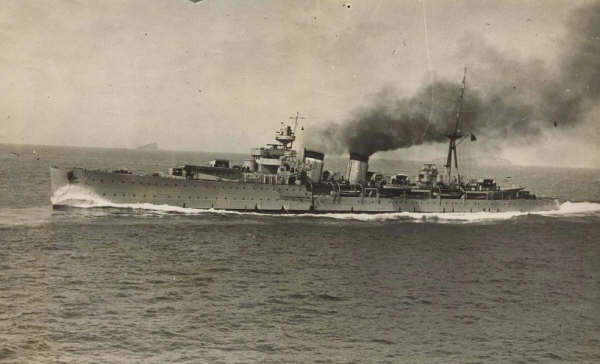
Los cruceros clase Cervera, botados en Ferrol entre 1927 y 1930.

La nueva administración de los astilleros y arsenales supuso la implantación de nuevos hábitos de trabajo. El incremento de productividad se consiguió mediante novedosas prácticas de control (la sustitución de la revista diaria por la obligación de fichar), mejoras en la cualificación de los operarios y el incremento del ritmo de trabajo ligado a la mecanización. Se implantó inicialmente la semana de 54 horas, que en el año 1936 se habían reducido a 44. La llegada de técnicos y operarios ingleses introdujo también nuevos hábitos en la sociedad civil, desde la sindicación a las prácticas de ocio.
En 1912 consiguió la sociedad botar al agua el acorazado Alfonso XIII y en 1920 los arsenales se habían transformado y utillado completamente, realizándose en ellos trabajos comparables con los de cualquier astillero europeo.
La empresa se introdujo también en el sector de construcción mercante. En 1914 compró la factoría de Matagorda (Puerto Real) a la Compañía Trasatlántica Española y, para atender a la fuerte demanda causada por la Primera Guerra Mundial, levantó un nuevo astillero situado en terrenos del municipio vizcaíno de Sestao, cercano al otro situado en ese municipio. En los años veinte, la SECN compró esos astilleros a Altos Hornos de Vizcaya -cuyo presidente también era Tomás de Zubiría Ybarra-, con lo que se convirtió, con diferencia, en la mayor empresa de construcción naval civil de España. Los dos astilleros de Sestao formaron «La Naval de Sestao».
En julio de 1922 se le confió la construcción de los cruceros clase Cervera, los destructores clase Churruca y los submarinos Clase B. Para la ejecución de este vasto programa hubo necesidad de crear dos nuevas factorías de la SECN: la gran factoría siderúrgica que se construyó en Reinosa y los Talleres de Artillería de San Carlos, en la Carraca.
Durante la dictadura de Primo de Rivera se dispuso, por decreto-ley del 9 de julio de 1926, la construcción de tres cruceros pesados respetando las especificaciones del tratado Naval de Washington, tres destructores más de la clase Churruca, doce submarinos Clase C y dos buques petroleros. Finalmente, de los tres cruceros pesados solo se construirán dos, el Canarias y el Baleares, mientras que los submarinos "C" quedaron reducidos a seis unidades y se suspendió la construcción de los petroleros. En cambio, si fueron botados los tres destructores Churruca, a los cuales se añadieron siete más por una ley del 31 de junio de 1929, cuyo armamento se completaría en 1936 en plena guerra civil.
La crisis naviera de 1925-1929 incidió en la producción de los astilleros, que no se recuperaron hasta 1931. La Segunda República (1931-1939) continuó la realización de los programas aprobados durante el gobierno de Primo de Rivera y a creó la Subsecretaría de la Marina Mercante, Navegación e Industrias Marítimas (20 de mayo de 1931).
Durante la guerra civil se produjo un parón en la actividad de la Sociedad Española de Construcción Naval y, tras la finalización del conflicto, la firma pierde el control de los astilleros militares de Ferrol y Cartagena -al ser nacionalizados por el Estado-, centrándose exclusivamente en la construcción de buques civiles en Cádiz y Sestao.

### Integración en AESA
En 1969, en el marco de una reorganización del sector de la construcción naval civil española, se produjo la fusión de la empresa pública Astilleros de Cádiz (Ascasa), con las privadas SECN y Astilleros Euskalduna de Bilbao. La Naval aportó un 31,8 % a la nueva sociedad que se denominó Astilleros Españoles (AESA), integrada dentro del Instituto Nacional de Industria. De esta forma, pasó a tener dos astilleros en Cádiz, uno en Sevilla, dos en Bilbao y tres menores en Santander, Gijón y también Bilbao.

## Astilleros y talleres de la SECN
Los astilleros y talleres de la SECN estaban en los arsenales de Ferrol y Cartagena, además también contaba con otros talleres repartidos en diferentes arsenales nacionales como en La Carraca, Matagorda, Cartagena, Bilbao, etc.

## Siderurgias
- Naval de Reinosa

## Buques de guerra construidos en la SECN
- Clase Canarias
- Clase Churruca
- Clase T-1
- Clase Alsedo
- Clase Bustamante
- Clase España
- Cruceros clase Cervera
- Clase Blas de Lezo
- Crucero protegido Reina Regente
- Clase B (1922)
- Clase C (1928)
- Clase D (1947)
- Clase Cánovas del Castillo
- Reina Victoria Eugenia
- Clase Recalde
- Clase Guanajuato (para México)
- Clase Liniers
- Capitán Miranda (ROU 20) (para Uruguay)